# Attleboro
Attleboro är en stad i Bristol County i delstaten Massachusetts, USA med cirka 42 068 invånare (2000). Den har enligt United States Census Bureau en area på 73,2 km².

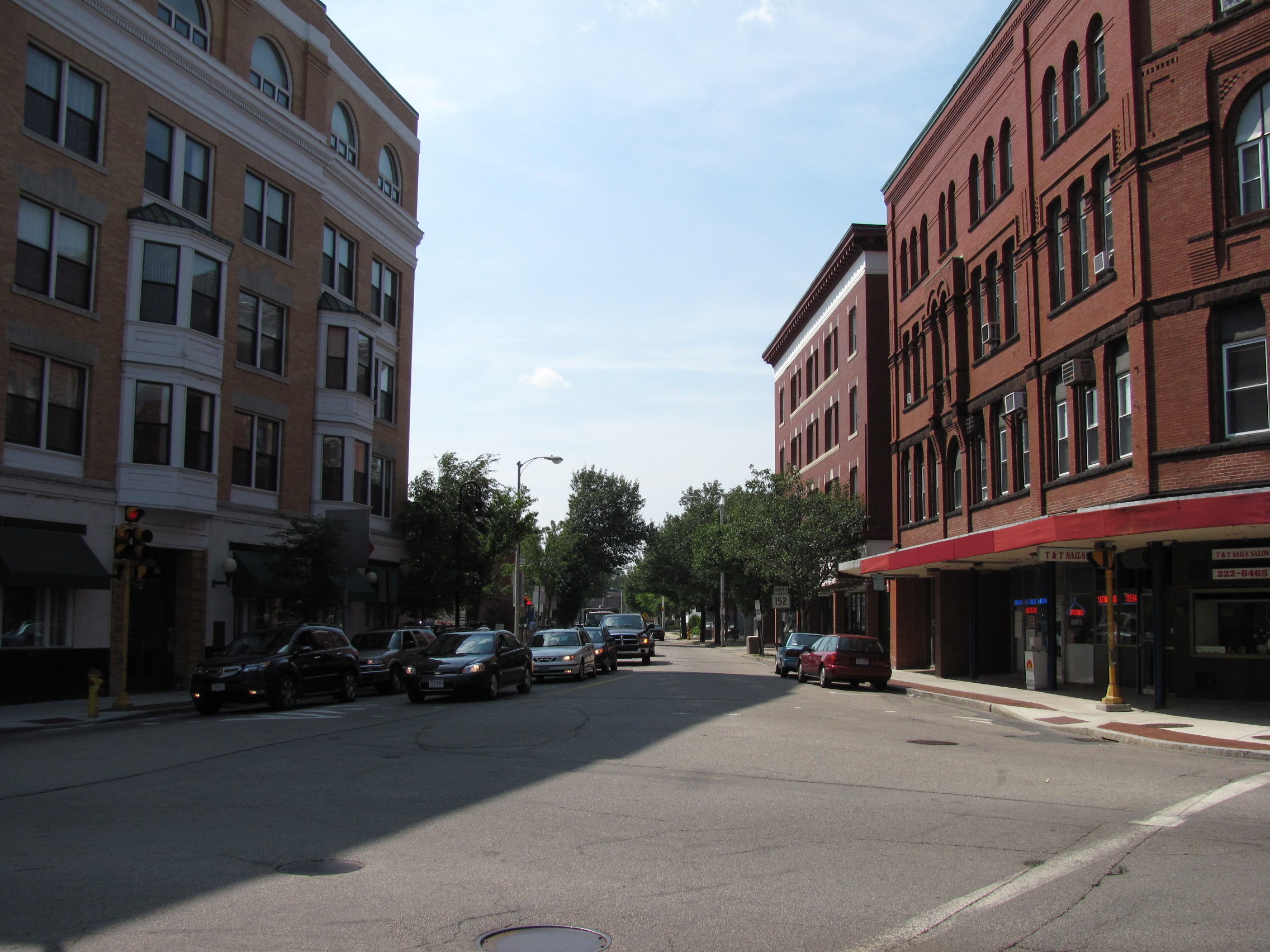